# Землетрус у М'янмі (2025)
Землетрус в М'янмі — землетрус магнітудою 7,7, що стався 28 березня 2025 року о 12:50 MMT (UTC+6:30) поруч із містом Мандалай, Сікайн, М'янма. Геологічна служба США оцінила його магнітуду 7,7. Землетрус завдав значних збитків у М'янмі та сусідньому Таїланді.

## Тектонічна структура
М'янма розташована між чотирма тектонічними плитами — Індостанською, Євразійською, Сундською та Бірманською, які взаємодіють через активні геологічні процеси. Уздовж західного узбережжя Кокосових островів, біля узбережжя Ракхайн і до Бангладеш, простягається зона сильного косого збіжного розлому, відома як мегатраст Зонда. Цей великий розлом є межею між Індостанською та Бірманською плитами. Він виходить на поверхню морського дна в Бангладеш і прямує паралельно східним схилам хребта Чин, простягаючись на північ М'янми, де завершується в східних Гімалаях.
Через територію М'янми проходить трансформний розлом довжиною 1400 км, що з'єднує Андаманський спрединговий центр із зоною колізії на півночі. Цей розлом, відомий як розлом Сагайнгу, є межею між Бірманською та Сундською плитами, які зміщуються одна відносно одної зі швидкістю 18–49 мм на рік. Це найактивніше сейсмічне джерело в М'янмі, яке проходить через великі міста, такі як Янгон, Найп'їдо та Мандалай. Великі руйнівні землетруси ставалися вздовж цього розлому в 1931 (Ms 7,5), 1946 (Mw 7,3 і 7,7), 1956 (Ms 7,0), 1991 (Mw 6,9) та 2012 (Mw 6,9) роках. Магнітуда землетрусів уздовж розлому Сагайнгу варіюється від Mw 7,0 до 8,0. Інтервали повторюваності залежать від конкретного сегмента розлому; південні частини, які розірвалися в 1930 році, мають періоди повернення 100—150 років за палеосейсмологічними дослідженнями.
Руйнівні землетруси впливали на цей регіон століттями, але наукові дослідження їхніх сейсмологічних характеристик обмежені. Більшість землетрусів у М'янмі, включаючи великі події із розривом поверхні, недостатньо вивчені. Великий землетрус Mw 8,5–8,8 у 1762 році розірвав ділянку Сундського мегатрасту біля узбережжя Ракхайн. Ймовірно, цей землетрус був спричинений субдукцією Індостанської плити під Бірманську плиту. Осколки субдукованої Індостанської плити під центральною М'янмою також викликають внутрішньоплиткові землетруси. Землетрус 1975 року в Багані стався через зворотне зміщення в межах Індостанської плити на середній глибині 120 км.

## Землетрус
Землетрус мав магнітуду 7,7 за моментною шкалою й епіцентр поблизу Мандалая, у прикордонному регіоні Сікайну та Мандалая. Він стався внаслідок зсувного розлому на глибині 10 км. Через 12 хвилин після основного поштовху стався афтершок магнітудою 6,4.
Дослідники виявили дві сейсмічні прогалини вздовж розлому Сікайн. Одна з них розташована в центральній М'янмі між 19,2° пн. ш. та 21,5° пн. ш. Дослідники дійшли висновку, що ця 260-кілометрова ділянка може спричинити землетрус магнітудою 7,9 у разі повного розриву.

## Наслідки

### М'янма
Кількість загиблих унаслідок потужного землетрусу в М'янмі сягнула більш ніж 1600 людей, ще понад 3400 отримали поранення. У столиці Нейп'їдо дороги потріскалися, а стелі в деяких будівлях частково обвалилися. Також були пошкоджені кілька житлових будинків і релігійних святинь. В Сікайні обвалився міст через Іраваді довжиною понад кілометр. Станом на 29 березня було виявлено тіла 1600 жертв, 3 квітня кількість жертв перевищила 3000, постраждали 4515 осіб.
Станом на 26 квітня 2025 року, згідно повідомлення видання China Daily, кількість загиблих в результаті руйнівного землетрусу зросла до 3763 осіб, зафіксовано 5107 поранених та 110 осіб, які зникли безвісти.

### Китай
У провінції Юньнань, що межує з М'янмою, землетрус відчувався дуже сильно. У прикордонному місті Жуйлі були пошкоджені будинки, а деякі жителі отримали поранення. Поштовхи також відчувалися в провінціях Гуйчжоу, Гуансі та Сичуань.

### Таїланд

Знімок з відеореєстратора, на якому видно, як руйнується будівля Державного аудиторського управління в Бангкоку

У Бангкоку землетрус спричинив хитання будівель, викликавши паніку серед мешканців, відомо про 13 загиблих і десятки поранених. У районі Чатучак обвалився будинок, що перебував на стадії будівництва. Станом на 22:00 29 березня в результаті катастрофи загинуло 10 робітників, 18 отримали поранення, а 83 вважаються зниклими безвісти] (У попередніх повідомленнях зазначалося про 68 осіб, які отримали медичну допомогу) Ще дві смерті сталися на двох інших будівельних майданчиках: один робітник загинув під час падіння крану в районі Банг Фо, а інший був придавлений бетонною плитою, що впала в районі Хан На Яо. Двоє людей також загинули після падіння з житлових веж, а один помер після падіння на аварійних сходах під час спроби евакуації.  Метрополітен і легкорейковий транспорт частково припинили роботу. Поштовхи також відчувалися в Чіангмаї та більшості регіонів країни.

### Індія
Підземні поштовхи відчувалися в Делі та Національному столичному регіоні (NCR) приблизно о 11:50 за індійським стандартним часом, що змусило людей евакуюватися з будівель.

### В'єтнам
Поштовхи відчувалися в Ханої та Хошиміні, через що люди евакуювалися з будівель.

## Реакція
Прем'єр-міністрка Таїланду Паетонгтарн Чинават перервала офіційний візит до Пхукета та провела екстрене засідання щодо наслідків катастрофи.